# Tyndall National Institute
Tyndall National Institute är ett nationellt forskningsinstitut i Cork, Irland, med inriktning mot informations- och kommunikationsteknologi. Genom utveckling inom fotonik, mikro- och nanoelektronik, mikrosystem, teoretisk modellering och design och mikrofabrikation, är institutets mål att understödja övergången från forskning till kommersialisering. Institutet sysselsätter omkring 460 forskare. 